# Линчуань (Гуйлинь)
Линчуа́нь (кит. упр. 灵川, пиньинь Língchuān) — уезд городского округа Гуйлинь Гуанси-Чжуанского автономного района (КНР).

## История
Уезд был создан во времена империи Тан.
В составе КНР в 1949 году был образован Специальный район Гуйлинь (桂林专区) провинции Гуанси, и уезд вошёл в его состав. В 1954 году уезд Линчуань был присоединён к уезду Линьгуй.
В 1958 году провинция Гуанси была преобразована в Гуанси-Чжуанский автономный район. В июне 1961 года уезд Линчуань был вновь выделен из уезда Линьгуй, опять войдя в состав Специального района Гуйлинь. В 1971 году Специальный район Гуйлинь был переименован в Округ Гуйлинь (桂林地区).
Постановлением Госсовета КНР от 27 августа 1998 года город Гуйлинь и Округ Гуйлинь были объединены в Городской округ Гуйлинь.

## Административное деление
Уезд делится на 7 посёлков, 2 волости и 2 национальные волости.